# ORPI
ORPI (acronyme de « Organisation régionale des professionnels de l'immobilier »), également écrit Orpi, est un réseau français d'agences immobilières.

## Historique
Le réseau Orpi a été créé en 1966 par plusieurs agents immobiliers de l'Ouest parisien qui se sont regroupés pour partager leurs mandats,.

## Caractéristiques
Orpi France est une société coopérative d'agences immobilières qui sont organisées en groupements d'intérêt économique (GIE) régionaux.
La direction se partage entre un conseil de gérance et un conseil de surveillance, dont les membres sont tous agents immobiliers du réseau.
L'organisation dispose d'un fichier commun de biens à vendre qui permet de réaliser des transactions inter cabinets entre différentes agences d'une même région ou de régions différentes.
Guillaume Martinaud est le président d'Orpi depuis janvier 2022, succédant à Christine Fumagalli,. En 2025, le réseau Orpi comptait 1 250 agences et 8 000 collaborateurs en France.

## Galerie

Ancien logo de Orpi du 8 janvier 1996 au 6 avril 2008.
Ancien logo de Orpi du 7 avril 2008 au 1er janvier 2017.
Nouveau logo de Orpi depuis le 2 janvier 2017.

## Dans la culture
Dans le film Un p'tit truc en plus (2024), un personnage improvise le surnom de son complice, « Orpi », en voyant l'enseigne d'une agence immobilière. 